# Guerra civil chilena de 1891
A Guerra civil chilena de 1891, também conhecida como Revolução de 1891, foi um conflito armado entre as forças apoiando o Congresso e as forças apoiando o Presidente em exercício do Chile, José Manuel Balmaceda
Após uma série de disputas entre os poderes executivos e legislativos, a discussão sobre o Orçamento de Estado do 1891, finalmente, gerar a eclosão do conflito interno. À medida que as forças do Exército chileno é dividido, apoiando ambos os lados, a Armada Chilena se juntou ao congressistas. 
Em 12 de abril foi declarado um governo paralelo em Iquique, liderado por Ramón Luco e o almiranto Jorge Montt; revolucionários começou uma série de campanhas para derrubar Balmaceda com material de apoio britânico. Rapidamente, as tropas congressistas derrotaram no norte os balmacedistas. 
Após as batalhas de Concón (20 de agosto) e Placilla (28 de agosto), as forças leais ao presidente foram derrotados. Balmaceda entregou o poder a Manuel Baquedano em 28 de agosto (enquanto as forças revolucionárias conseguiram entrar em Santiago) e refugiou-se na embaixada da Argentina; ele acabou cometendo suicídio em 19 de Setembro de 1891, um dia após o término do seu mandato constitucional como Presidente, acabando com a Guerra Civil que produziu mais de 10 000 mortes.
Na historiografia chilena, a guerra marca o fim da República Liberal e o início da Era Parlamentar.
O romance de Isabel Allende"Mi nombre es Emilia del Valle (2025) se passa durante este período histórico.